# Frankenstraße 34/35 (Stralsund)

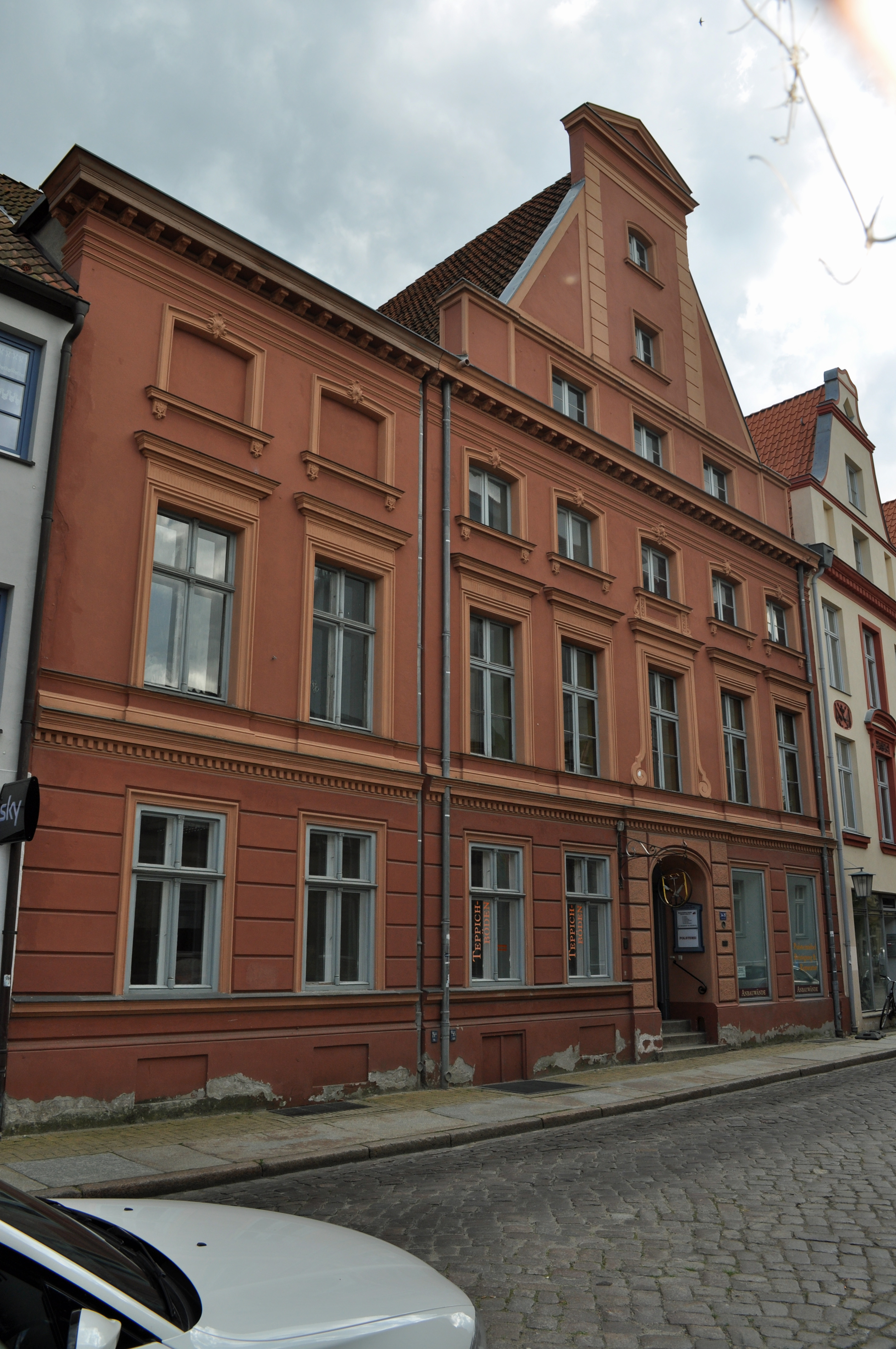
Das Haus Frankenstraße 34/35 Stralsund (2011)

Das Haus mit der postalischen Adresse Frankenstraße 34/35 ist ein unter Denkmalschutz stehendes Gebäude in der Frankenstraße in Stralsund.
Das zweieinhalbgeschossige und fünfachsige, verputzte Giebelhaus mit Dreiecksgiebel ist im Kern mittelalterlich; seine heutige Gestalt erhielt es in der zweiten Hälfte des 18. Jahrhunderts. Im Jahr 1892 wurde es durch den östlichen zweiachsigen Anbau erweitert.
Die Fassade ist geprägt von einer tiefen Portalnische, profilierten Fenstereinfassungen und einem kräftigen, auf Konsolen gelagerten Hauptgesims.
In den Jahren 1997 bis 1998 wurde das Haus saniert.
Das Haus liegt im Kerngebiet des von der UNESCO als Weltkulturerbe anerkannten Stadtgebietes des Kulturgutes „Historische Altstädte Stralsund und Wismar“. In die Liste der Baudenkmale in Stralsund aus dem Jahr 1997 ist es mit der Nummer 231 eingetragen.